# Trude Gimle
Trude Charlotte Gimle (Oslo, 2 dicembre 1974) è un'ex sciatrice alpina norvegese.
Atleta con caratteristiche da polivalente, fu in grado di ottenere buoni risultati in discesa libera, supergigante, slalom speciale e combinata. Partecipò alla Coppa del Mondo dal 1994 al 2001.

## Biografia
La Gimle debuttò in campo internazionale ai Mondiali juniores di Geilo/Hemsedal 1991 e ottenne il suo primo piazzamento di rilievo in Coppa del Mondo in occasione dello slalom speciale di Maribor del 23 gennaio 1994, chiuso al 5º posto. Appena un mese dopo fece parte della squadra norvegese ai XVII Giochi olimpici invernali di Lillehammer 1994, sua prima presenza olimpica, dove si piazzò 15ª nello slalom speciale. In quella stagione in Coppa Europa fu 3ª nella classifica della medesima specialità. Poco più di un anno dopo il primo piazzamento in Coppa del Mondo ottenne il primo dei suoi tre podi nel circuito, con il 3º posto nello slalom speciale di Maribor del 16 febbraio 1995. Ai XVIII Giochi olimpici invernali di Nagano 1998, sua ultima presenza olimpica, si classificò 16ª nella discesa libera, 25ª nel supergigante e non completò né lo slalom gigante né 15ª nello slalom speciale.
Durante la stagione 1998-1999 ottenne gli altri due piazzamenti a podio in Coppa del Mondo della sua carriera, entrambi in combinata (l'ultimo il 17 gennaio a Sankt Anton am Arlberg, 3ª). Nello stesso anno prese parte ai suoi unici Campionati mondiali: a Vail/Beaver Creek 1999 fu 15ª nella discesa libera, 17ª nel supergigante, 20ª nello slalom speciale e 5ª nella combinata. Si congedò dalla Coppa del Mondo in occasione del supergigante di Cortina d'Ampezzo del 20 gennaio 2001, senza portare a termine la prova, e dal Circo bianco il 21 aprile successivo, partecipando a una gara FIS a Lindvallen.

## Palmarès

### Coppa del Mondo
- Miglior risultato in classifica generale: 28ª nel 1999
- 3 podi:
  - 3 terzi posti

### Coppa Europa
- 2 podi (dati dalla stagione 1994-1995):
  - 1 secondo posto
  - 1 terzo posto

### Campionati norvegesi
- 8 medaglie (dati parziali fino alla stagione 1994-1995)[1]:
  - 2 ori (discesa libera, combinata nel 1997)[2]
  - 4 argenti (slalom speciale nel 1994[senza fonte]; slalom speciale, combinata[senza fonte] nel 1995; slalom speciale nel 1998)
  - 2 bronzi (discesa libera nel 1995; supergigante nel 1998)